# 刘宇辉
刘宇辉（1967年—），男，天津人，法学博士，中国共产党党员。中华人民共和国政治人物。现任国务院副秘书长

## 简历
曾获得北京大学政治学与行政管理系政治学与行政管理专业学士学位，北京大学政府管理学院政治学理论专业在职研究生。
历任北京大学政治学与行政管理系党委副书记，北京大学党委办公室副主任、主任，北京大学党委办公室、校长办公室主任，中共北京市委教育工作委员会委员兼干部处处长，中共北京市委教育工作委员会副书记，中共朝阳区委常委、组织部长。
2009年9月，任中共北京市委员会组织部副部长；2014年月，任中共北京市委员会副秘书长（正局级）。2016年5月，任中共北京市委教育工作委员会副书记，北京市教育委员会主任。2023年1月，升任北京市人民政府副市长。
2023年12月，担任中华人民共和国国务院副秘书长。